# Jacobowsky und der Oberst (Bühnenstück)
Jacobowsky und der Oberst. Komödie einer Tragödie in drei Akten ist ein Bühnenstück von Franz Werfel, das zwischen 1941 und 1942 entstand. Es war Werfels letztes Theaterstück vor seinem Tod. Uraufgeführt wurde es am 14. März 1944 in New York City, Erstaufführung in deutscher Sprache war am 17. Oktober 1944 in Basel.

## Inhalt
Juni 1940. Die deutsche Wehrmacht fällt während des Westfeldzugs in Frankreich ein und stößt gegen den Atlantik vor. Die Gestapo, unterstützt von der SS und französischen Polizisten, sucht aus den Lagern von Angers und Agde geflüchtete Angehörige der polnischen Streitkräfte in Frankreich – darunter den Oberst Stjerbinsky, ein Frauenheld und überzeugter Antisemit. Doch dessen Geliebte Marianne, genannt „Madame la France“, sowie seine beiden Landsleute, der aus dem Deutschen Reich ausgebürgerte Jude Jacobowsky und der „Aushilfsirrenwärter“ Szabuniewicz, retten dem Oberst Jacobowsky im Verein mit einem dubiosen Würfelspieler das Leben.
In einem Pariser Hotel begegnen sich der Oberst und dessen Ordonnanz. Alle sind hier auf der Flucht vor den Deutschen gelandet und müssen nun erneut die Flucht ergreifen. Jacobowsky gelingt es, ein Automobil zu kaufen. Da er selbst nicht Auto fahren kann, lässt der Oberst sich herab, das Automobil Jacobowskys als gemeinsames Fluchtfahrzeug zu steuern. Der lebenspraktische Jacobowsky bewährt sich auf der Flucht – im Gegensatz zum unbekümmerten und lebensuntüchtigen Oberst – z. B. bei der Sprit- und Lebensmittelbeschaffung. Der Oberst flüchtet nicht direkt nach England, wo er seiner Exilregierung angeblich Geheimpapiere übergeben soll, sondern steuert zunächst den Aufenthaltsort seiner Geliebten Marianne in der Bretagne in der Nähe von Pontivy an. Die schöne Frau wartet auf ihn inmitten anrückender Wehrmacht. Jacobowsky gefällt das gar nicht. Das Verhältnis zwischen dem Oberst und Jacobowsky wird gespannter.
Dann wenden sich die Flüchtenden – gemeinsam mit Marianne – nach Bayonne, wo das letzte Schiff gerade ausgelaufen ist. Unterwegs zum nächsten Hafen – Saint Jean-de-Luz, der Endstation dieser Tour – macht Jacobowsky mit Erfolg Marianne Avancen. Der Oberst wird eifersüchtig und fordert Jacobowsky zum Duell auf. Doch da werden die Flüchtlinge von einer deutschen Patrouille auf Motorrädern aufgegriffen. Alle können sich vor der Gestapo ausweisen, nur der Oberst nicht. In dieser scheinbar ausweglosen Situation erfindet Jacobowsky eine Lügenmär. Der Oberst sei Franzose, der nach einem deutschen Bombardement aus der Irrenanstalt bei Nantes ausgebrochen sei und sich nun – den Umständen entsprechend ohne Papiere – zusammen mit seiner Gattin Marianne und dem Irrenwärter Szabuniewicz auf dem Heimwege befinde. Das Märchen wird geglaubt. Die vier Flüchtlinge dürfen passieren.
Jacobowsky und dem Oberst gelingt die Flucht, während Marianne in Frankreich bleibt.

## Interpretation
Der allegorische Charakter des Stücks wird dem Zuschauer spätestens bewusst beim Auftritt des Ewigen Juden (er hat zwei Jahre Dachau hinter sich) zusammen mit dem Heiligen Franziskus. Damit wird der tiefere Sinn des Stücks zusammen mit dem Charakter der eigentlichen Hauptfigur der Komödie – Marianne – schlaglichtartig erhellt: Marianne – Symbol des französischen Freiheitswillens – wird im eigenen Lande gegen die Eindringlinge kämpfen und ist unbesiegbar. Dazu passt der sprechende Name des Juden Jacobowsky. Dieser Jakob ist die zweite Hauptfigur. Gegen jene beiden Helden ist der Oberst weiter nichts als ein mit ziemlich allen menschlichen Schwächen behafteter geschlagener Krieger.

## Entstehungsgeschichte
Werfel verarbeitete in diesem Stück seine eigene Flucht nach Spanien sowie die Fluchterlebnisse des polnischen Bankiers Stephan S. Jakobowicz, die ihm dieser 1940 während des Aufenthaltes in Lourdes erzählte.

## Aufführungen
Die Uraufführung des Stücks fand unter dem Titel Jacobowsky and the Colonel am 14. März 1944 am Martin Beck Theatre in New York statt. Gespielt wurde es in einer englischen Textbearbeitung von S. N. Behrman unter der Regie von Elia Kazan. Als Autor des Stücks erscheint auf dem Programmzettel „S. N. Behrman, nach einem Original-Stück von Franz Werfel“.
Die Hauptrollen waren mit Louis Calhern, Oscar Karlweis, Marianne Stewart und Harold Vermilyea besetzt. Die Bühnenmusik schrieb Paul Bowles. Das Stück stand bis zum 10. März 1945 auf dem Spielplan.
Die deutsche Erstaufführung unter der Regie von Franz Schnyder fand am 17. Oktober 1944 am Stadttheater Basel statt. Die Hauptrollen spielten Hermann Gallinger und Leopold Biberti.
1947 wurde das Stück am Berliner Hebbel-Theater gespielt, erntete zwar begeisterten Szenenbeifall bei den Zuschauern, stieß aber auch auf ablehnende Reaktionen bei Teilen des Publikums und der Feuilletons. „Die Deutschen haben nicht das Recht, sich mit der Bekräftigung der Versäumnisse des Auslandes um die eigene Verantwortung herumzuschwindeln“, schrieb Wolfgang Harich in der von der Roten Armee herausgegebenen Täglichen Rundschau. Wie der Kritiker des Spiegel ausführt, räume Harich zwar dem Juden Werfel das Recht zur Anklage ein, verurteile aber die „töricht-selbstgefälligen Reaktionen“ der deutschen Theaterbesucher. Sie bewiesen, „daß die Aufführung vor Deutschen ein grober Verstoß gegen das Taktgefühl und den guten Geschmack“ sei, „ein Narkotikum für das schlechte Gewissen, eine Beruhigungspille für Nazis“.
2019 setzte das Theater in der Josefstadt das Stück in einer „klug gekürzte[n], um allegorischen Ballast erleichterte[n] Inszenierung“, wie der Wiener Standard schreibt, auf den Spielplan. Regie führte Janusz Kica, Johannes Silberschneider spielte den Jacobowsky und Herbert Föttinger den Oberst, den er bereits 1997 in einer Inszenierung von Helmut Lohner an diesem Theater verkörpert hatte.

## Zitate
„Das Radio ist nicht für die Wahrheit erfunden worden.“

„Zwischen zu früh und zu spät liegt immer nur ein Augenblick.“

„Es ist immer Zeit für Damen!“

## Adaptionen
- Jakobowsky und der Oberst (Me and the Colonel), 1958. Regie Peter Glenville, in den Hauptrollen Danny Kaye und Curd Jürgens. Das Drehbuch zum Film schrieb S. N. Behrman, der bereits die englische Bühnenfassung für die Uraufführung in New York verfasst hatte. Der Film erhielt einen Golden Globe und Danny Kaye wurde für seinen zweiten Golden Globe nominiert.
- Jacobowsky und der Oberst, Opus 49, Oper in vier Akten von Giselher Klebe; ein Auftragswerk der Hamburgischen Staatsoper, Uraufführung am 2. November 1965 an der Hamburgischen Staatsoper.
- Jacobowsky und der Oberst, 1967 (Fernsehfilm). Regie Rainer Wolffhardt, mit Horst Bollmann, Peter Pasetti und Johanna von Koczian

Hörspiele:
- 1948: Jacobowsky und der Oberst – Regie: Theodor Haerten, mit Peter Esser, Hans Hermann Schaufuß, Hanns Ernst Jäger, Edith Teichmann, Johannes Hönig, Margarete Melzer (NWDR Köln)
- 1949: Jacobowsky und der Oberst – Regie: Cläre Schimmel, mit Erich Ponto, Paul Hoffmann, Marianne Simon (SDR)
- 1951: Jacobowsky und der Oberst – Regie: Walter Knaus, mit Ernst Ginsberg, Alexander Kerst, Gustl Halenke (SDR)
- 1958: Jakobowsky und der Oberst – Regie: Marcel Wall, mit Willi Trenk-Trebitsch, Max Mairich, Rosel Schäfer (HR)